# Taça Farroupilha de Futsal
A Taça Farroupilha é uma competição de futsal organizado pela Liga Gaúcha de Futsal, envolvendo clubes gaúchos. O campeão tem direito a disputar a Supertaça Farroupilha de Futsal do ano seguinte. A competição é dividida em regiões, variando de ano à ano as mesmas.
Teve sua primeira edição no ano de 2021, dividida em 5 regiões na competição masculina, já a feminina deste ano possuía apenas uma "divisão". No ano de 2022, a competição passou a ser dividida em 8, sendo 6 regiões masculinas e 2 regiões femininas. Para o ano de 2023, a competição foi dividida em 9, aumentando em 1 o número de divisão do lado masculino. Isso demonstra o interesse das equipes nesta competição com o passar do ano, servindo de preparatório para o Campeonato Gaúcho de Futsal.
A competição é disputada após a Supertaça Farroupilha de Futsal (disputada pelos campeões das Taças Farroupilha do ano anterior), sendo a segunda competição do calendário da Liga Gaúcha de Futsal em suas temporadas.

## Títulos por equipe

### Masculino
| Pos. | Equipe                                   | Títulos               | Vices                 | Semifinais                  |
| ---- | ---------------------------------------- | --------------------- | --------------------- | --------------------------- |
| 1º   | Lagoa (Lagoa Vermelha)                   | 3 (2023, 2024 e 2025) | 2 (2021 e 2022)       | 0                           |
| 2º   | Guarany (Espumoso)                       | 3 (2021, 2024 e 2025) | 1 (2022)              | 1 (2023)                    |
| 3º   | AAGF (Agudo)                             | 3 (2022, 2023 e 2025) | 0                     | 1 (2024)                    |
| 4º   | Cerro Largo Futsal (Cerro Largo)         | 2 (2022 e 2024)       | 1 (2023)              | 1 (2025)                    |
| 5º   | ACBF (Carlos Barbosa)                    | 2 (2021 e 2024)       | 1 (2025)              | 0                           |
| 5º   | Santa Rosa Futsal (Santa Rosa)           | 2 (2021 e 2023)       | 1 (2025)              | 0                           |
| 7º   | União Parobé (Parobé)                    | 1 (2023)              | 1 (2022)              | 3 (2021, 2024 e 2025)       |
| 8º   | ANBF (Novo Barreiro)                     | 1 (2021)              | 1 (2022)              | 1 (2023)                    |
| 8º   | ANPF (Nova Petrópolis)                   | 1 (2021)              | 1 (2023)              | 1 (2022)                    |
| 8º   | Nadas Branco (Rio Pardo)                 | 1 (2024               | 1 (2023)              | 1 (2022)                    |
| 8º   | Passo Fundo Futsal (Passo Fundo)         | 1 (2022)              | 1 (2023)              | 1 (2024)                    |
| 12º  | SERCESA (Carazinho)                      | 1 (2023)              | 1 (2021)              | 0                           |
| 12º  | Lokomotiv (Palmeira das Missões)         | 1 (2024)              | 1 (2025)              | 0                           |
| 14º  | Guarani (Frederico Westphalen)           | 1 (2022)              | 0                     | 4 (2021, 2023, 2024 e 2025) |
| 15º  | AMF (Marau)                              | 1 (2022)              | 0                     | 3 (2021, 2023 e 2024)       |
| 15º  | Soberano (Sarandi)                       | 1 (2025)              | 0                     | 3 (2021, 2023 e 2024)       |
| 17º  | AFUCS (Seberi)                           | 1 (2023)              | 0                     | 2 (2021 e 2022)             |
| 18º  | Peñarol (Guaíba)                         | 1 (2022)              | 0                     | 1 (2023)                    |
| 18º  | Entre-Ijuís Futsal (Entre-Ijuís)         | 1 (2025)              | 0                     | 1 (2024)                    |
| 20º  | Uruguaiana Futsal (Uruguaiana)           | 1 (2023)              | 0                     | 0                           |
| 21º  | Vélez Camaquã (Camaquã)                  | 1 (2025)              | 0                     | 0                           |
| 22º  | Santa Cruz Futsal (Santa Cruz do Sul)    | 0                     | 3 (2022, 2024 e 2025) | 1 (2023)                    |
| 23º  | Uruguaianense (Uruguaiana)               | 0                     | 2 (2022 e 2024)       | 2 (2023 e 2025)             |
| 24º  | ATLEC (Três Passos)                      | 0                     | 2 (2023 e 2024)       | 1 (2025)                    |
| 25º  | AGE (Guaporé)                            | 0                     | 1 (2023)              | 3 (2022, 2024 e 2025)       |
| 26º  | Horizontina Futsal (Horizontina)         | 0                     | 1 (2021)              | 1 (2022)                    |
| 26º  | SERCCA (Casca)                           | 0                     | 1 (2024)              | 1 (2023)                    |
| 28º  | Jáqtáqvá (Chapada)                       | 0                     | 1 (2021)              | 0                           |
| 28º  | Real Itaqui (Itaqui)                     | 0                     | 1 (2023)              | 0                           |
| 28º  | UJR (Novo Hamburgo)                      | 0                     | 1 (2021)              | 0                           |
| 28º  | Vélez Camaquã (Camaquã)                  | 0                     | 1 (2024)              | 0                           |
| 28º  | Yeesco Futsal (Carazinho)                | 0                     | 1 (2024)              | 0                           |
| 28º  | Ibira Futsal (Ibiraiaras)                | 0                     | 1 (2025)              | 0                           |
| 34º  | Giruá Futsal (Giruá)                     | 0                     | 0                     | 2 (2022 e 2024)             |
| 34º  | ALAF (Lajeado)                           | 0                     | 0                     | 2 (2024 e 2025)             |
| 36º  | AABC São José (Cachoeira do Sul)         | 0                     | 0                     | 1 (2022)                    |
| 36º  | AGSL (São Luiz Gonzaga)                  | 0                     | 0                     | 1 (2023)                    |
| 36º  | AVF (Vacaria)                            | 0                     | 0                     | 1 (2022)                    |
| 36º  | Bento Gonçalves Futsal (Bento Gonçalves) | 0                     | 0                     | 1 (2021)                    |
| 36º  | Cometa (Rodeio Bonito)                   | 0                     | 0                     | 1 (2022)                    |
| 36º  | Cruzeiro (Cachoeirinha)                  | 0                     | 0                     | 1 (2021)                    |
| 36º  | Fundescar (Carazinho)                    | 0                     | 0                     | 1 (2022)                    |
| 36º  | Palmitinhense (Palmitinho)               | 0                     | 0                     | 1 (2021)                    |
| 36º  | Rolante Sports (Rolante)                 | 0                     | 0                     | 1 (2022)                    |
| 36º  | SASE (Selbach)                           | 0                     | 0                     | 1 (2021)                    |
| 36º  | Tapejara Futsal (Tapejara)               | 0                     | 0                     | 1 (2022)                    |
| 36º  | União Castilhense (Veranópolis)          | 0                     | 0                     | 1 (2024)                    |
| 36º  | Bom Jesus (Soledade)                     | 0                     | 0                     | 1 (2024)                    |
| 36º  | ASSERC (Bagé)                            | 0                     | 0                     | 1 (2025)                    |
| 36º  | ASF (Serafina Corrêa)                    | 0                     | 0                     | 1 (2025)                    |
| 36º  | David Futsal (David Canabarro)           | 0                     | 0                     | 1 (2025)                    |

### Feminino
| Pos. | Equipe                                | Títulos         | Vices           | Semifinais      |
| ---- | ------------------------------------- | --------------- | --------------- | --------------- |
| 1º   | Malgi (Pelotas)                       | 2 (2022 e 2023) | 1 (2021)        | 0               |
| 2º   | ALAF (Lajeado)                        | 1 (2022)        | 0               | 0               |
| 2º   | Celemaster (Uruguaiana)               | 1 (2021)        | 0               | 0               |
| 2º   | Legendárias (Rio Pardo)               | 1 (2023)        | 0               | 0               |
| 5º   | Riograndense (Rio Grande)             | 0               | 2 (2022 e 2023) | 0               |
| 6º   | ASTF (Teutônia)                       | 0               | 1 (2023)        | 1 (2022)        |
| 7º   | UJR (Novo Hamburgo)                   | 0               | 1 (2022)        | 0               |
| 8º   | AFC Casablanca (Bom Princípio)        | 0               | 0               | 2 (2022 e 2023) |
| 9º   | Leoas Futsal (Pelotas)                | 0               | 0               | 1 (2023)        |
| 9º   | Santa Cruz Futsal (Santa Cruz do Sul) | 0               | 0               | 1 (2023)        |